# Selaginella asprella
Selaginella asprella är en mosslummerväxtart som beskrevs av William Ralph Maxon. Selaginella asprella ingår i släktet mosslumrar, och familjen mosslummerväxter. Inga underarter finns listade i Catalogue of Life.